# Baldassare Camillo Zamboni
Baldassare Camilllo Zamboni fue un arcipreste  y escritor de Brescia, Italia, nacido en 1723 y fallecido en 1797.

## Biografía
Zamboni nació en Brescia, de padres que nada descuidaron para desarrollar y fortalecer sus buenas disposiciones naturales.
Luego que terminó sus estudios recibió el grado de doctor y habiendo sido ordenado sacerdote, divivió su tiempo entre el cumplimiento de sus deberes eclesiásticos y el estudio.
Escribió una obra sobre la famosa biblioteca formada en el siglo XVI en Brescia por Martinengo y se hallan intereses noticias y sobre los diferentes miembros de esta docta familia y entre ellos de Archange, fundador de la Academia de los Animosos, y  escribió una obra de erudición y noticias curiosas sobre las edificaciones de Brescia.
Otra de sus obras es una biografía sobre Veronica Gambara, nacida en 1485 de una noble y antigua familia, erudita del latín y el griego, de los Libros Sagrados y de la filosofía, y siendo su pasión favorita la poesía, versos melódicos y tiernos, reunidas por Félix Bizardi en "Rimas y cartas de Verónica Gambara", Brescia, 1759, en 8.ª
Girolamo Tiraboschi en su "Historia literaria de Italia", se apoya frecuentemente en la autoridad de Zamboni, del que siempre habla con elogio, según el biógrafo Charles Weiss (" Biograpfhie universelle ou dictionnaire historique", París: Furne, 1841, 6 v.)

## Obra
- Esposizione del salmo Miserere, 1820.
- La librería de Leopoldo Martinengo, Brescia, 1778.
- Memoria de los más insignes edificios públicos de la ciudad de Brescia, 1778.
- Vida y obra de Verónica Gambara, Brescia, 1759.